# France Musique
France Musique (dénommée France Musiques entre 1999 et 2004) est une station de radio de service public nationale française, fondée en 1954.
Station thématique de l'ORTF puis du groupe Radio France, essentiellement consacrée à la musique classique et au jazz, elle propose aussi désormais des programmes sur les musiques électroniques, comédies musicales, musiques dites légères, rock et musiques du monde.
Elle assure également la retransmission des concerts des deux orchestres de Radio France, l'Orchestre national de France et l'Orchestre philharmonique de Radio France, ainsi que du Chœur et de la Maîtrise de Radio France.
Son directeur actuel est Marc Voinchet, en poste depuis juillet 2015.

## Histoire

### Débuts
France Musique est fondée en 1954 sur une idée du poète Jean Tardieu, sous le nom de « programme musical à modulation de fréquence ». Les programmes sont diffusés en modulation de fréquence et en stéréophonie, deux techniques alors nouvelles, la RTF cherchant ainsi à inciter les auditeurs à s’équiper en postes stéréophoniques. D’abord expérimental, ce programme diffuse au début tous les jours de 19 à 23 h et le samedi jusqu’à minuit ; puis, il parvient à devenir une véritable station.
Le 4 février 1959, il prend le nom de « France IV Haute-Fidélité », puis devient « RTF Haute Fidélité » le 20 octobre 1963 et « France Musique » le 8 décembre de la même année.

### Une série de réformes
Dès cette époque, la station connaît des tensions sur deux sujets : la place à l’antenne de musiques autres que classique et la répartition du temps d’antenne entre musique et commentaires. Ces deux thèmes motivent toutes les réformes effectuées depuis les années 1960.

### Louis Dandrel (1975-1977)
Ainsi en 1975, Pierre Vozlinsky, directeur des programmes et services musicaux à Radio France, nomme Louis Dandrel, journaliste au Monde, comme directeur de la station. Ce dernier cherche à accroître l’audience de la radio en élargissant la programmation au rock, au jazz, aux variétés et aux musiques non-européennes. Un tiers des producteurs sont écartés et remplacés par un personnel plus jeune. La nouvelle grille entre en fonction le 4 octobre 1975. L’audience progresse, mais les « fidèles » (par exemple, Jean Dutourd) et la presse dénoncent la nouvelle orientation de la station. Bientôt, les relations entre Volzinsky, attaché à une conception plus traditionnelle de la station, et Louis Dandrel se détériorent. Ce dernier démissionne en 1977, suivi par une cinquantaine de producteurs, tandis que la radio met un terme à l’ouverture pratiquée.

### Époque Pierre Vozlinsky
En 1978, Pierre Vozlinsky donne un nouvel élan à la station et fait appel à Denys Lémery qui crée Le Matin des Musiciens en s'entourant de Dominique Jameux, Jean-Pierre Derrien, Olivier Bernager, Philippe Hersant et Jacques Merlet, qui va donner un élan décisif à la renaissance des Musiques anciennes et baroques. Participent au renouveau de la chaîne René Koering, Alain Lacombe, Bernard Deutsch, Marcel Marnat, Claude Santelli… L'audience progresse nettement, mais la contradiction entre une radio qui explique et une radio-robinet n'est toujours pas arbitrée par les pouvoirs. Les luttes intestines au milieu musical vont aboutir à une valse des directeurs.
En 1982, la programmation suscite à nouveau des protestations : le temps de parole serait trop long et trop ennuyeux, la programmation prévue n’est pas respectée. Aussi la station tente de réduire la place de la parole sur ses ondes.

### Fin du monopole et arrivée de la concurrence avec Radio Classique
Le monopole de Radio France s'achève en 1981 et avec l’arrivée de Radio Classique sur les ondes en 1983, ce qui incite France Musique à élargir la gamme des musiques diffusées et à laisser plus de place aux commentaires (Radio Classique laissant peu de place à la parole). Mais la station privée ne tarde pas à concurrencer puis dépasser la radio publique. En 1987, France Musique connaît une nouvelle réforme visant à diminuer à nouveau le temps de parole des animateurs. Le 6 février 1992 une autre réforme se traduit par la réduction de temps de parole des animateurs qui atteint alors en moyenne quatorze minutes par heure et l’adoption d’un ton plus vivant. Mais la société des producteurs de France Musique et la presse se montrent hostiles à la nouvelle grille.

### Jean-Pierre Rousseau (1993-1999)
Jean-Pierre Rousseau renouvelle la grille et le personnel de France Musique, politique qui permet à la chaîne de voir son audience s'accroître de 10 % sur la période 1993-1998, dans un contexte déjà très marqué par la concurrence de Radio Classique. Un grand nombre des jeunes producteurs recrutés sous sa direction sont toujours en activité (Lionel Esparza, François-Xavier Szymczak, Anne-Charlotte Rémond, Anne Montaron, Bruno Letort, etc.)[réf. souhaitée]. La priorité est alors mise sur la lisibilité de la grille, la musique vivante (chaque jour une émission en direct avec des artistes de toutes disciplines), la mémoire retrouvée de grands anciens retirés de la scène. De nouveaux partenariats sont engagés entre la chaîne et l'Opéra de Paris, le festival d'Aix-en-Provence, l'Orchestre de Paris, plusieurs festivals comme La Folle Journée de Nantes, Musique à l'Empéri.[réf. souhaitée]

### Pierre Bouteiller (1999-2004)
Nommé directeur en 1999, Pierre Bouteiller donne à la station le nom de « France Musiques ».
Le président de Radio France, Jean-Marie Cavada, lui demande d’accueillir plus de musiques vivantes, de réduire la part des commentaires musicologiques et de donner plus de place à l’information. La grille, lancée en septembre 1999, se révèle décevante.
La station reprend son nom de France Musique après le départ de Pierre Bouteiller en 2004.

### Thierry Beauvert (2004-2008)
En 2004, Thierry Beauvert, producteur d'émissions à France Musique depuis les années 1990, devient directeur de la station.

### Marc-Olivier Dupin (2008-2011)
En 2008, le président directeur général de Radio France, Jean-Paul Cluzel nomme le compositeur Marc-Olivier Dupin à la tête de France Musique. Sa première grille est marquée par le départ de plusieurs producteurs emblématiques de la station (Alain Gerber, Jean-Michel Damian, Claude Carrière, Jean Delmas, Dominique Jameux, Philippe Carles, Georges Boyer...). En février 2011, il démissionne.

### Olivier Morel-Maroger (juin 2011 - mai 2014)
Directeur adjoint à l'époque de Pierre Bouteiller, Olivier Morel-Maroger est secrétaire général de Radio France de 2004 à 2008.
Il est nommé directeur adjoint de France Musique en 2008, directeur délégué en 2010, directeur par intérim en février 2011, directeur en juin 2011. Il est secondé jusqu’à son départ par Alain Lompech collaborateur de la station et ancien chef des pages « Art et Spectacles » du Monde.

### Marie-Pierre de Surville (juin 2014 - juillet 2015)
Ancienne directrice générale adjointe chargée de la programmation d’Universcience, Marie-Pierre de Surville est nommée à la tête de la station par le président de Radio France, Mathieu Gallet, à partir du 2 juin 2014. Elle est secondée par Pierre Charvet, un collaborateur de la station.
Elle congédie plusieurs producteurs historiques de la station (Jean-Pierre Derrien, Xavier Prévost, David Jisse, Marc Dumont, François Hudry, Thierry Beauvert, Arièle Butaux, etc.) et met en place une grille qui comprend les arrivées de Vincent Josse ainsi que de l'émission emblématique de Frédéric Lodéon, Carrefour de Lodéon, depuis France Inter.
Elle quitte la direction de la station en juillet 2015 et se voit confier une « mission de préfiguration visant à créer une direction chargée de la création musicale et culturelle et de la programmation de la Maison de la Radio ».

### Marc Voinchet (depuis juillet 2015)
En juillet 2015, Marc Voinchet, présentateur des Matins de France Culture depuis septembre 2009 — qui fut directeur adjoint de France Musique de 2007 à 2009 —, est nommé directeur de la station. Le 2 janvier 2018, Stéphane Grant prend ses fonctions de délégué aux programmes et à l'antenne, succédant à Pierre Charvet.

## Identité de la station

### Logos
Les logos utilisés par France Musique pour identifier visuellement la station depuis 1959 sont les suivants, :

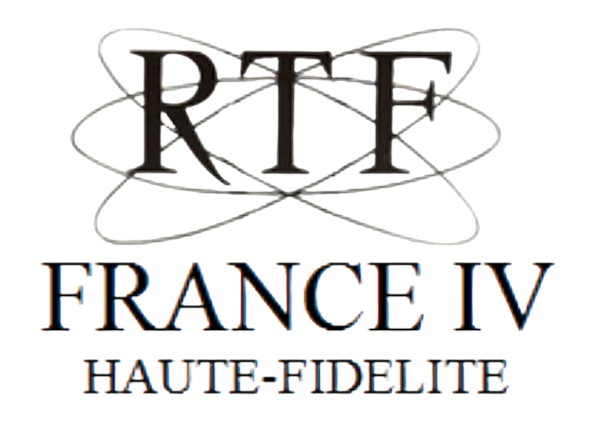
Du 4 février 1959 au 20 octobre 1963.
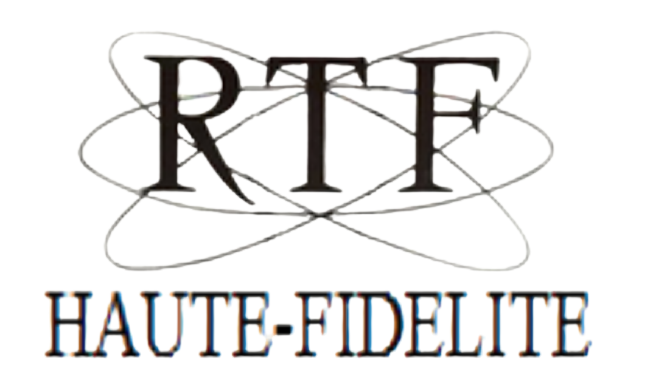
Du 20 octobre  au 8 décembre 1963.
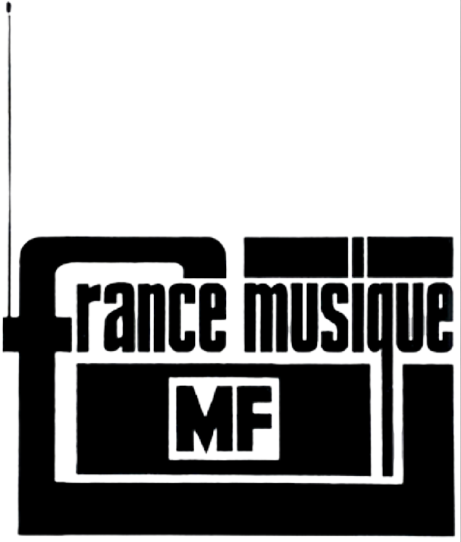
De 1963 à 1968.
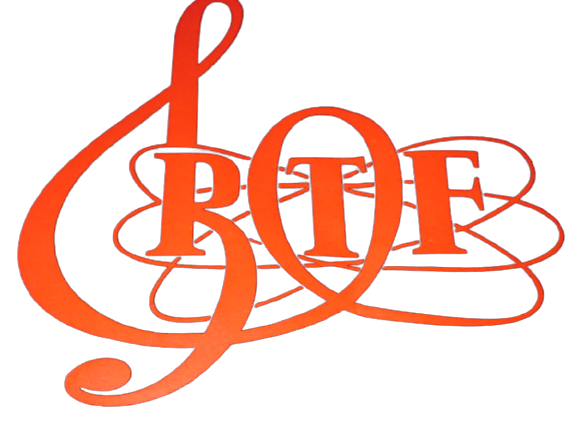
Logo utilisé en 1968[23].
De 1968 au 5 janvier 1975.
Du 6 janvier 1975 à 1981.
De 1987 à septembre 1991.
De septembre 1991 à septembre 1999.
De septembre 1999 à avril 2001.
D'avril 2001 à septembre 2005.
De septembre 2005 à 2008.
Ancien logo de 2008 à 2021.
Logo depuis décembre 2021.

### Slogans
- 1975 : « La première radio en couleurs »
- 1989 : « La musique un ton au-dessus »
- 1992 : « Jamais la musique ne vous aura touché d'aussi près »
- 1995 : « Bienvenue chez les fous de Musique »
- 2008 : « Le plaisir »
- Avril 2008 : « Prolonger l'émotion »
- 2012 : « Il y a une part de classique en chacun de nous »
- 2013-2014 : « Ce monde a besoin de musique »
- 2014 : « Classique mais pas que... »
- 2017 : « Vous allez LA DO RÉ ! »

## Programmation

### Les concerts et la musique vivante
Un concert est diffusé tous les soirs à 20 h. Il est présenté le lundi par Christophe Dilys (récitals, musique de chambre), le mardi et le vendredi par Clément Rochefort (musique ancienne et concerts des formations musicales de Radio France - Orchestre national de France, Orchestre Philharmonique de Radio France, Chœur de Radio France et Maîtrise de Radio France), le mercredi par Arnaud Merlin (musique contemporaine), le jeudi par Saskia De Ville (concerts des formations musicales de Radio France - Orchestre national de France, Orchestre Philharmonique de Radio France, Chœur de Radio France et Maîtrise de Radio France).
Le samedi soir est consacré à l'art lyrique avec Samedi à l'opéra proposé par Judith Chaine de 20h à 23h qui diffuse en intégralité un opéra depuis les plus grandes scènes internationales.
Le dimanche soir, dans le cadre du Carrefour de la création, Arnaud Merlin anime un concert d'archives de musique contemporaine.
France Musique propose également de manière exceptionnelle des concerts en journée lors de grands évènements (week-end Beethoven à la Maison de la Radio, Folle journée de Nantes). L'été, la station est partenaire de festivals, par exemple du 17 au 23 juillet 2017, quand France Musique a mobilisé ses équipes pour diffuser la programmation du festival Radio France Occitanie Montpellier.
Les concerts sont ensuite disponibles à la réécoute sur le site internet de France Musique, pour une durée de 30 jours, dans un espace « Concerts ». Grâce à un partenariat avec ARTE Concert, les concerts des formations musicales de Radio France sont accessibles en vidéo dans cet espace.
La musique est entrecoupée de commentaires explicatifs, la station ayant une volonté pédagogique. Elle diffuse de nombreux concerts tout au long de l'année grâce aux enregistrements de ses équipes et à la diffusion en simultané des concerts de l'Union européenne de radio-télévision.
La station propose chaque samedi à 16h un rendez-vous autour de la musique vivante : Génération France Musique, le live. Clément Rochefort y accueille nouveaux talents et musiciens confirmés pour jouer en public et en direct depuis le théâtre de l'Alliance Française.
Enfin, certaines émissions (42ème Rue, Planète Ocora, À l'improviste) enregistrent régulièrement des émissions en public avec des musiciens en live.

### Musique classique et opéra
- Les grands entretiens, coordonnés par Judith Chaine du lundi au vendredi : une série de cinq entretiens de 25 minutes avec un musicien pour explorer son parcours et sa vie ;
- Allegretto, par Denisa Kerschová : une émission matinale à la programmation de musique classique libre inspirée par des tableaux, des paysages, des histoires, des instruments...
- Les Essentiels (anciennement Arabesques), par François-Xavier Szymczak, à 13h30 : une personnalité musicale déclinés sur une ou plusieurs émissions ;
- Relax !, par Lionel Esparza, : une émission de détente et de partage autour de l'actualité, des coups de cœur de l'animateur et des disques de légende ;
- Stars du classique (anciennement Le van Beethoven), par Aurélie Moreau, : En 90 minutes, une évocation chaque jour, en direct, d'un grand nom de la musique classique, des nouvelles figures aux artistes de légende. Et chaque vendredi, un compositeur est mis à l'honneur et est interprété par les plus grands interprètes de leurs œuvres ;
- Les Trésors de France Musique, par Françoise Monteil, : les grandes archives de la station (concerts, entretiens avec de grandes figures de la musique ou feuilletons) ;
- France Musique est à vous, par Gabrielle Oliveira Guyon, une émission du samedi matin dans laquelle les auditeurs sont invités à élaborer la programmation musicale par mail ou via les réseaux sociaux ; deux rendez-vous incontournable dans cette matinale du samedi : A 8h30, France musique est à vous junior : Désormais, tous les samedis à 8h30, avec le répondeur téléphonique au 01 56 40 66 40 ouvert aux enfants qui souhaitent nous faire part de leur musique préférée et un agenda pour les concerts pour les jeunes publics partout en France. Et à 8h50, Le labo musical de Nico : Comment la musique peut-elle donner la chaire de poule ? Le cerveau des musiciennes et des musiciens est il différent des autres ? Comment fonctionne un micro ? Existe-t-il de la musique extra-terrestre ? Pourquoi un son est-il grave ou aigu ? Comment fabrique-t-on un violon ?....Toutes ces questions au quel Nicolas Lafitte, le "Jami de la musique classique répond dans sa chronique chaque samedi et dédié pour les oreilles de 7 à 107 ans.
- Guitare, guitares, par Sébastien Llinarès, consacré aux instruments à cordes pincées (guitare, luth...) et aux différents genres musicaux dans lesquels ils s'expriment (musique classique ou baroque, flamenco...) ;
- Portraits de famille, par Philippe Cassard : le pianiste propose chaque samedi à 14h, le portrait subjectif d'un musicien à travers sa discographie et ses concerts d'archives accompagnés de commentaires personnels ;
- Histoires de musique, par Marianne Vourch : émission et podcast qui aborde en musique des sujets variés d'histoire, d'art ou de littérature ;
- Le Bach du dimanche, par Corinne Schneider : un grand rendez-vous consacré à Jean-Sébastien Bach (l'actualité discographique, les concerts, les transcriptions, les hommages ou la cantate du jour) ;
- Au cœur de l'orchestre, par Christian Merlin : une émission qui permet de découvrir en plusieurs fragments du lundi au jeudi à 12 h et chaque dimanche matin de 9 h à 11 h un instrument, un chef marquant ou l'histoire d'un orchestre reconnu. Cette émission a reçu en 2020 le Laurier « Programme radio » lors de la cérémonie des Lauriers de l'audiovisuel ;
- La Tribune des critiques de disques par Jérémie Rousseau : trois critiques écoutent différentes versions d’œuvres du répertoire et débattent afin d'élire la plus convaincante. Il s'agit de l'émission la plus ancienne de France Musique : créée en 1946, elle a changé de nom à plusieurs reprises tout en conservant son principe.

### Musique contemporaine
Depuis septembre 2019, France Musique propose chaque dimanche soir de 20 h à 0 h 30 un grand rendez-vous autour de la musique contemporaine intitulé Carrefour de la création. Il propose successivement :
- un concert d'archives présenté par Arnaud Merlin ;
- une édition d'En pistes autour de l'actualité discographique avec Émilie Munera et Rodolphe Bruneau-Boulmier ;
- un journal de la création proposé par Laurent Vilarem ;
- un magazine animé par des producteurs tournants qui propose des portraits de compositeurs, des tables-rondes autour de festivals, des documentaires de création ou encore le magazine des musiques improvisées À l'improviste d'Anne Montaron ;
- l'intégrale de Création mondiale, les fragments d'une œuvre inédite commandée par Radio France et diffusés du lundi au vendredi ;
- l'émission L'Expérimentale de François Bonnet produite par le Groupe de Recherches Musicales de l'INA.

### Jazz
- Banzzai, par Nathalie Piolé : une programmation musicale jazz rythmée et éclectique de 18h à 19h chaque soir de la semaine ;
- Au cœur du Jazz
- Jazz Club, par Nathalie Piolé, un concert enregistré dans un club ou un festival et diffusé le samedi à 19 h ;
- Les légendes du jazz, par Jérôme Badini : les plus grands concerts de l'histoire du jazz ;
- Repassez-moi l'standard, par Laurent Valéro diffuse lors de chaque émission dominicale de multiples interprétations d'un même standard de jazz.

### Autres musiques
- Étonnez-moi Benoit, par Benoît Duteurtre consacré à la musique légère, l'opérette et les chansons anciennes et diffusé tous les samedis de 1999 à 2024 ;
- Ciné tempo, le rendez-vous des musiques de film proposé par Thierry Jousse le samedi ;
- Couleurs du monde, par Françoise Degeorges, consacré aux musiques du monde ;
- Tour de chant, par Martin Pénet, consacré à la mémoire de la chanson française ;
- 42e Rue, par Laurent Valière, consacré aux comédies musicales tous les dimanches.

### L'actualité musicale et culturelle
France Musique propose plusieurs rendez-vous quotidiens d'information culturelle et musicale, marqués par des invités de renom pour les commenter.
- Musique matin, par Jean-Baptiste Urbain, de 7 h à 9 h propose des chroniques et des reportages autour de l'actualité musicale (Maxxi classique...), une programmation musicale éclectique et un entretien avec un invité ;
- En pistes, de 9 à 10 h 30 par Émilie Munera et Rodolphe Bruneau-Boulmier : l'actualité du disque, les nouveautés et les grands enregistrements ;
- Musique émoi, par Priscille Lafitte le dimanche de 11 h à 12 h : un entretien avec une personnalité du monde culturel, artistique ou scientifique autour de son actualité, de son parcours et de ses goûts musicaux.

France Musique organise aussi de nombreuses journées spéciales autour d'interprètes invités (William Christie, Renaud Capuçon, Rolando Villazón) mais aussi en hommage à de grands artistes (Frank Sinatra, Pierre Boulez) d'un thème (la musique klezmer), d'une œuvre (le Boléro (Ravel)) ou encore d'un lieu (Abbaye de Royaumont). La station est également très présente sur les festivals musicaux, en particulier pendant la saison estivale (La Folle Journée, Jazz in Marciac, Festival d'Aix-en-Provence, Festival de Radio France et Montpellier Languedoc-Roussillon, Festival de musique de La Chaise-Dieu...).
À la suite des attentats du 13 novembre 2015 en France, France Musique a bousculé sa grille des programmes en proposant le samedi 14 novembre une matinale spéciale mais aussi un programme musical adapté à l'émotion ressentie par tous les Français après ces évènements. Le dimanche 22 novembre 2015, une journée spéciale intitulée « Vivre » a mis en avant sur l'antenne les choix musicaux des auditeurs et des producteurs de la chaîne en hommage aux victimes et a invité des acteurs du monde musical et culturel à s'exprimer.

### Retransmission des Victoires de la musique classique
France Musique retransmet en direct chaque année les Victoires de la musique classique. Par exemple, le 1er février 2017, Leïla Kaddour-Boudadi et Frédéric Lodéon ont animé la 24e cérémonie de cette manifestation. Autre exemple, le 23 février 2018, France Musique a retransmis en direct cette 25e cérémonie depuis La Grange au Lac (Haute-Savoie).

### Autres programmations événementielles
Lorsque l'actualité le nécessite, France Musique a recours à une programmation événementielle, laquelle n'est plus soumise aux grilles de programmes. Ces événements, qu'ils soient politiques, économiques, sociétaux, culturels ou sportifs, se retrouvent dans les pages retraçant les chronologies annuelles du média radio.
Voir la catégorie : Chronologie de la radio.

## Diffusion
La station est diffusée depuis 1954 en modulation de fréquence grâce à 502 émetteurs, ce qui assure sa diffusion dans presque tout le territoire français (en 2005). Elle est également disponible dans une partie du Luxembourg, en Suisse et en Andorre.
La station est diffusée en DAB+ sur le réseau métropolitain n°2 en cours de déploiement depuis Octobre 2021. Elle côtoie sur ce multiplexe l'ensembles des radios nationales de Radio France (France Bleu étant diffusée sur les réseaux DAB+ locaux et régionaux).
Durant une longue période, elle n'est plus audible par satellite à partir du 1er juillet 2008, du fait d'un désaccord entre CanalSat et Radio France sur les conditions de distribution par satellite. Depuis le 1er juillet 2009, elle est nouveau présente sur Canalsat en clair.
Le 16 décembre 2016, France Musique enrichit son offre en lançant sept nouvelles webradios, lesquelles proposent des flux musicaux thématisés reflétant la diversité de l'antenne. Ces webradios sont Classique Easy, Classique Plus, La Jazz, Concerts Radio France, Musiques du monde Ocora, La Contemporaine, La B.O. Musiques de films. En 2020, une nouvelle webradio thématique, La Baroque, est ajoutée à l'offre existante : elle propose des œuvres des XVIIe et XVIIIe siècles, mais également des musiques du Moyen Âge et de la Renaissance. Enfin, à l'automne 2020, une neuvième webradio est mise en ligne autour de l'opéra, elle propose des programmes thématiques, des portraits de chanteurs, de chanteuses et de chefs d'orchestre ou encore des enregistrements de représentations marquantes de la scène internationale.
Pendant la saison 2017-2018, Les Nuits de France Musique compte trois parties : simultané Classique Plus de minuit à 3 h ; simultané Concerts Radio France de 3 h à 4 h ; et finalement simultané Classique Easy jusqu'à 7 h.
En juin 2018, France Musique lance un site web en anglais adapté à l'international.
Les chroniques hebdomadaires de Gérard Oberlé, diffusées dans l'émission de Thierry Beauvert (2001-2004), ont été publiées dans La vie est un tango (2003) et La vie est ainsi fête (2007).